# Kung fu szał
Kung fu szał (oryg. Kung fu) – film z 2004 roku, w reżyserii Stephena Chowa.

## Obsada
- Stephen Chow jako Sing
- Yuen Wah jako właściciel
- Yuen Qiu jako właściciel
- Danny Chan jako brat Sum
- Chiu Chi-ling jako krawiec